# Plouguerneau
Plouguerneau település Franciaországban, Finistère megyében. Lakosainak száma 6719 fő (2022. január 1.). Plouguerneau Guissény, Kernilis, Lannilis és Plouvien községekkel határos.

## Népesség
A település népességének változása:
| Lakosok száma | 5750 | 5317 | 5255 | 6094 | 6411 | 6490 | 6607 | 6640 | 6633 | 6719 |
|               | 1968 | 1982 | 1990 | 2006 | 2013 | 2015 | 2017 | 2019 | 2020 | 2022 |